# Hans Kalt
Hans Kalt (26 de marzo de 1924-2 de enero de 2011) fue un deportista suizo que compitió en remo. Fue hermano del también remero Josef Kalt.
Participó en dos Juegos Olímpicos de Verano en los años 1948 y 1952, obteniendo dos medallas, plata en Londres 1948 y bronce Helsinki 1952. Ganó dos medallas en el Campeonato Europeo de Remo, oro en 1950 y bronce en 1951.

## Palmarés internacional
| Juegos Olímpicos   | Juegos Olímpicos      | Juegos Olímpicos  | Juegos Olímpicos |
| Año                | Lugar                 | Medalla           | Prueba           |
| ------------------ | --------------------- | ----------------- | ---------------- |
| 1948               | Londres (Reino Unido) | Medalla de plata  | Dos sin timonel  |
| 1952               | Helsinki (Finlandia)  | Medalla de bronce | Dos sin timonel  |
| Campeonato Europeo |                       |                   |                  |
| Año                | Lugar                 | Medalla           | Prueba           |
| 1950               | Milán (Italia)        | Medalla de oro    | Dos sin timonel  |
| 1951               | Mâcon (Francia)       | Medalla de bronce | Dos sin timonel  |